# Gottesquartett. Erzählungen eines Ausgewanderten
Gottesquartett. Erzählungen eines Ausgewanderten ist ein essayistisch geprägter Erzählzyklus von Patrick Roth aus dem Jahr 2020.

## Überblick

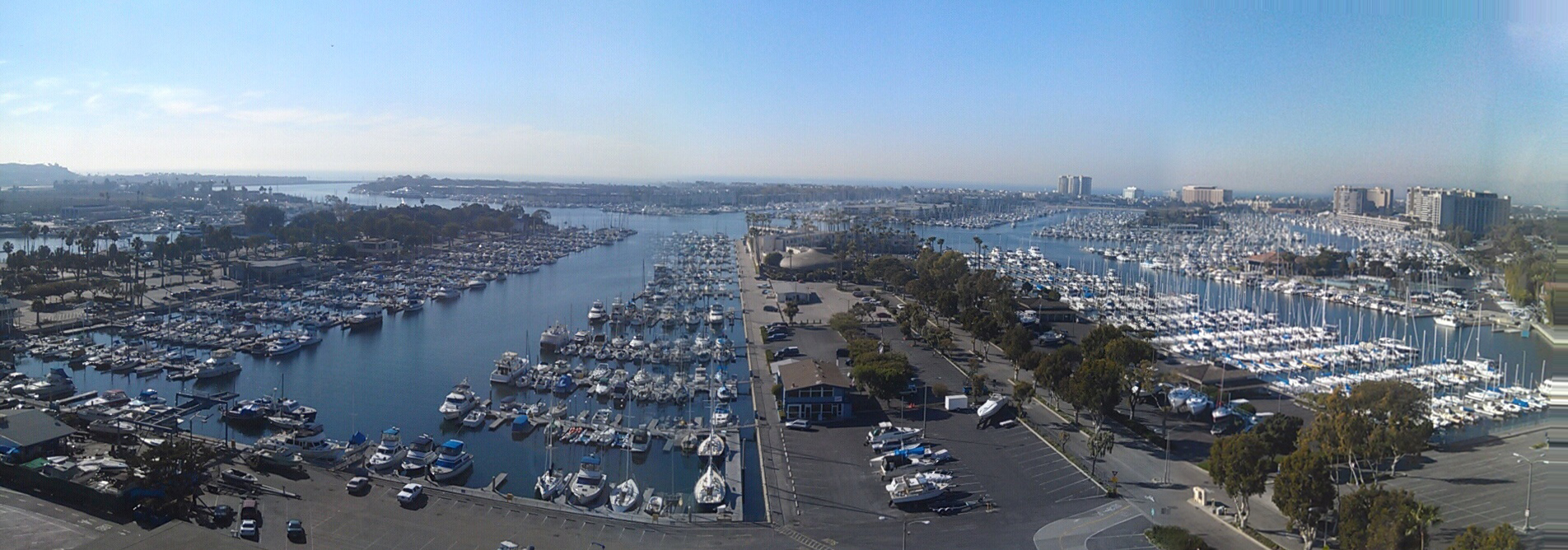
Schauplatz der Handlung ist eine Terrasse mit Blick auf den Hafen von Marina del Rey

Gottesquartett ist als Zyklus mit neun in sich abgeschlossenen Erzählungen angelegt, die das Göttliche und seine Erscheinungsformen in der Gegenwart thematisieren. Die Texte sind in eine übergreifende, im zeitgenössischen Los Angeles angesiedelte Rahmengeschichte eingebettet; Handlungsträger und Erzähler ist ein deutscher Schriftsteller, der annähernd vierzig Jahre in der kalifornischen Metropole lebte, bevor er 2012 nach Deutschland zurückkehrte. Im Spätherbst 2019 entschließt er sich, für vier Tage zurück nach Los Angeles zu reisen, um an der Gedenkfeier für seine verstorbene Freundin, der Psychotherapeutin Dianne, teilzunehmen. Mit dabei hat er das Dianne gewidmete neue Manuskript Gottesquartett, das ins Englische übertragen werden soll. Die Flächenbrände, die die Stadt zunehmend bedrohen, erzwingen jedoch eine Änderung der Pläne und den Rückzug an einen sicheren Ort. Der Erzähler und seine drei Freunde beschließen, sich die Gottesquartett-Texte auf einer Terrasse am Yachthafen von Marina del Rey während vier Tagen gegenseitig vorzulesen und zu diskutieren. Die Konstellation des Schutzorts am Rand einer Katastrophe, wo man sich in Gesellschaft Geschichten erzählt, greift traditionelle Muster novellistischen Erzählens auf.

## Struktur

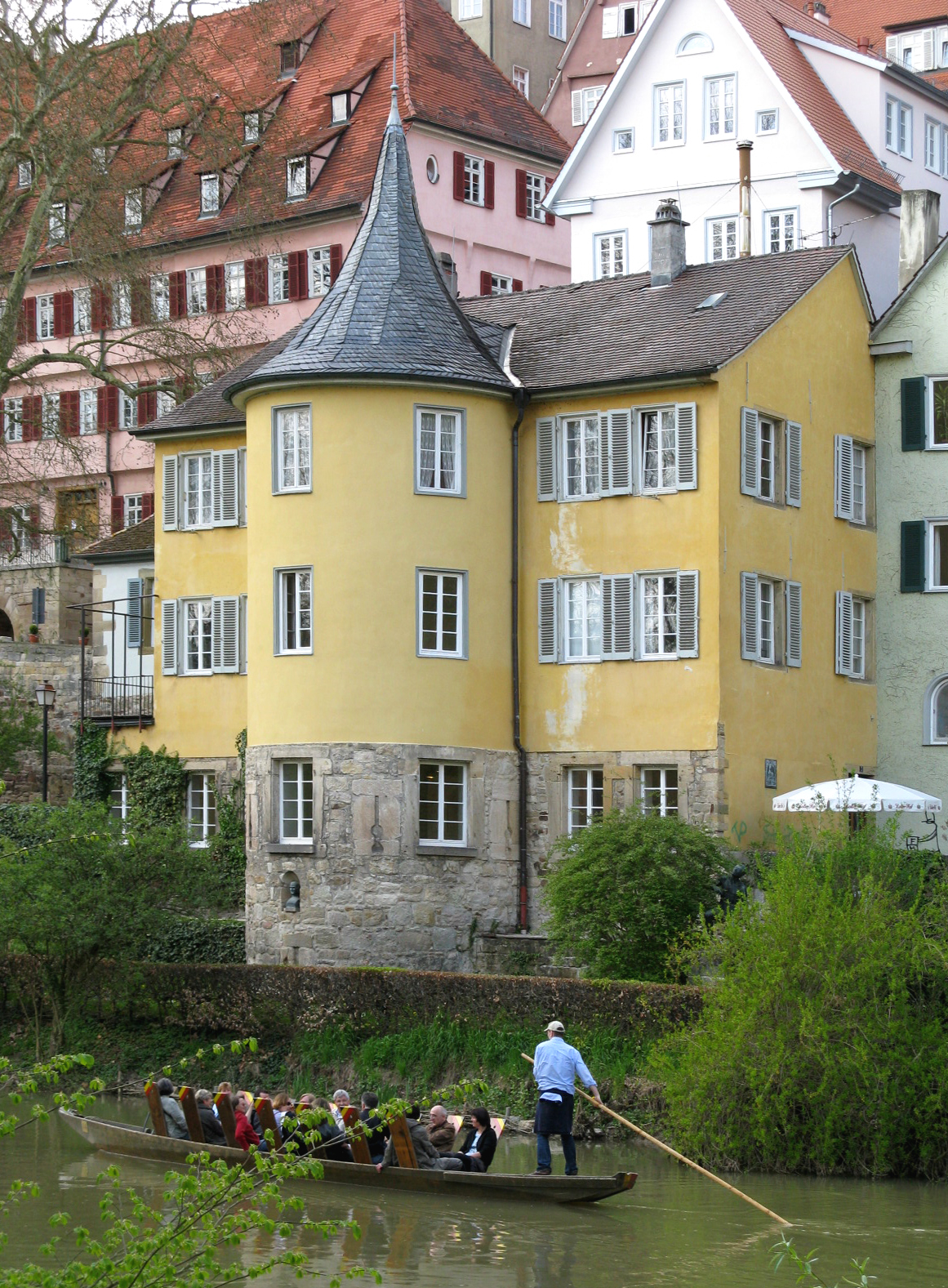
Der Hölderlinturm in Tübingen wird zum Ort einer existentiellen Erfahrung.

Der Titel Gottesquartett hat eine doppelte Referenz, insofern er sich auf den gesamten Erzählzyklus bezieht und zugleich vier eingelagerte Kerntexte bezeichnet: Beherbergung des Göttlichen, Abrahams Erbarmen, Simsons Quell, und Die Verwaisten. Sie stammen aus der jüngsten Produktion des Schriftsteller-Erzählers und handeln von biblischen Helden, mythischen Bildern und Geschichten: der Berufung Samuels, Abrahams Fürbitte für Sodom, dem Fall Babylons aus der Offenbarung des Johannes und von Paulus als er noch der Pharisäer Saulus war. Thematisch führt Gottesquartett Roths bisheriges Schreibprojekt der Umerzählung und Transformation biblischer Stoffe fort und ergänzt es um eine dezidiert poetologische und autobiographische Komponente. Die den Zyklus einleitende Erzählung Long Voyage Home handelt von den literarischen Vorbildern des Erzählers, Friedrich Hölderlin und Paul Celan, und blendet zurück in die ersten Jahre des 22-jährigen Filmstudenten in Los Angeles, seiner Suche nach einer eigenen poetischen Sprache im fremden Land. Wie zu lesen sei knüpft an die Reflexionen über die Sprache als poetisches Ausdrucksmittel an und gibt Einblick in die eigene Schreibwerkstatt. Die ins Erzählen eingewebten Erläuterungen zum eigenen Schreibprozess werden in der Regel in die literarische Praxis, in Erzählung, zurückgeführt: Eine von Emerson adaptierte Lektüremethode wird zunächst zitiert und theoretisch erläutert, bevor sie am Beispiel des legendären Zweikampfs von David und Goliath (1 Sam 17,37-40 ) poetisch umgesetzt wird. Der Leser vollzieht mit, wie aus einer Bibelstelle eine dramatische literarische Szene erwächst.

Die letzte Geschichte Das Opfer schließt den Erzählkreis zurück zum Anfang, indem sie ein frühes Begebnis dramatisiert: die Begegnung des zweiundzwanzigjährigen deutschen Filmstudenten mit dem jüdischen Kriegsveteranen Saul, der in den letzten Kriegsmonaten Einsätze als Tiefflieger über Deutschland flog und an einem Kriegstrauma leidet. In diesen Kreis mit autobiographischen Geschichten aus den ersten US-amerikanischen Jahren sind die Gottesquartett-Erzählungen als eigentliches Herzstück des Zyklus eingebettet. Sie präsentieren neue Perspektiven auf biblische Figuren und entwerfen Szenarien der Annäherung an die Dimension des Göttlichen, u. a. indem der Erzähler aus seiner persönlichen inneren Erfahrung berichtet. Ein weiteres zentrales Thema, das die Rahmengeschichte durchzieht, ist die These vom Gottesbild im Wandel. Gott mag dem Menschen fremd und fern sein, und doch ist er, so die Überzeugung, anwesend und wirkt, auch ungesehen. In den Versen Hölderlins Gott an hat ein Gewand. / Und Erkenntnissen verberget sich sein Angesicht erkennt der Erzähler den fernen Gott der Moderne, dessen Bild sich transformiert. 

„Wir verstehen nicht, was wir leben, was wir offensichtlich sehen, was uns vor Augen ist. Glauben es nur zu verstehen. Andererseits sind wir nicht mehr eins mit unserem Instinkt. Wir fühlen also nicht mehr, wenn Gott näher rückt, nah ist, wir misstrauen unserem Instinkt oder haben die Verbindung zu ihm gänzlich ins Rationale gehoben. Warum? Vielleicht um uns nicht mehr verbindlich mit ihm auseinandersetzen zu müssen.“

Als Zyklus versammelt das Werk Verschiedenes, unterschiedliche Geschichten, Perspektiven und Textsorten. Narrative Kohärenz verleiht u. a. die Rahmenerzählung, die mit einem eigenen Plot ausgestattet ist und im Schlussteil den Status einer autonomen Erzählung gewinnt. Die Gesprächssituation, in die das Erzählte nach jeder Geschichte zurückmündet, um von den Freunden kommentiert, vertieft oder weitergesponnen zu werden, erzeugt Zusammenhang und Kontinuität ohne die heterogenen Stimmen, die Bruchstellen und Differenzen zwischen den Einzeltexten einzuebnen oder Lücken zu schließen. Zusätzliche Komplexität entsteht durch das mehrschichtige Erzählen, das insbesondere in den Binnengeschichten auftritt, wenn ein zweiter Erzähler neben dem Haupterzähler erscheint, das aber auch im Rahmen praktiziert wird. Die Perspektivierung des Erzählgegenstandes, der wiederum eingebettet ist in weitere Erzählakte, schafft Distanz und lenkt den Blick auf den „existentiellen Charakter“ der Texte und ihre Überschreitung auf eine höhere Wirklichkeit hin. Gottesquartett ist im Kern existentiell motiviert, als Suche nach einer Antwort auf das Mysterium des Todes. Das auslösende Moment, die Reise nach Los Angeles anzutreten, ist ein Pakt mit Dianne, der vor Jahren geschlossen wurde: Wer von beiden zuerst stürbe, solle dem anderen ein „untrügliches Zeichen seiner Existenz“ nach dem Tode geben. Am letzten Abend seines Aufenthalts bricht der Erzähler zu einer nächtlichen Autofahrt in die Hollywood Hills auf, durchbricht eine Polizei-Absperrung und findet sich jenseits eines Tores in der Brandzone wieder. In einem mysteriösen Garten in der Nähe von Diannes ehemaligem Haus erfüllt sich das Versprechen, und der Erzähler tritt innerlich verändert die Heimreise an.

## Themen

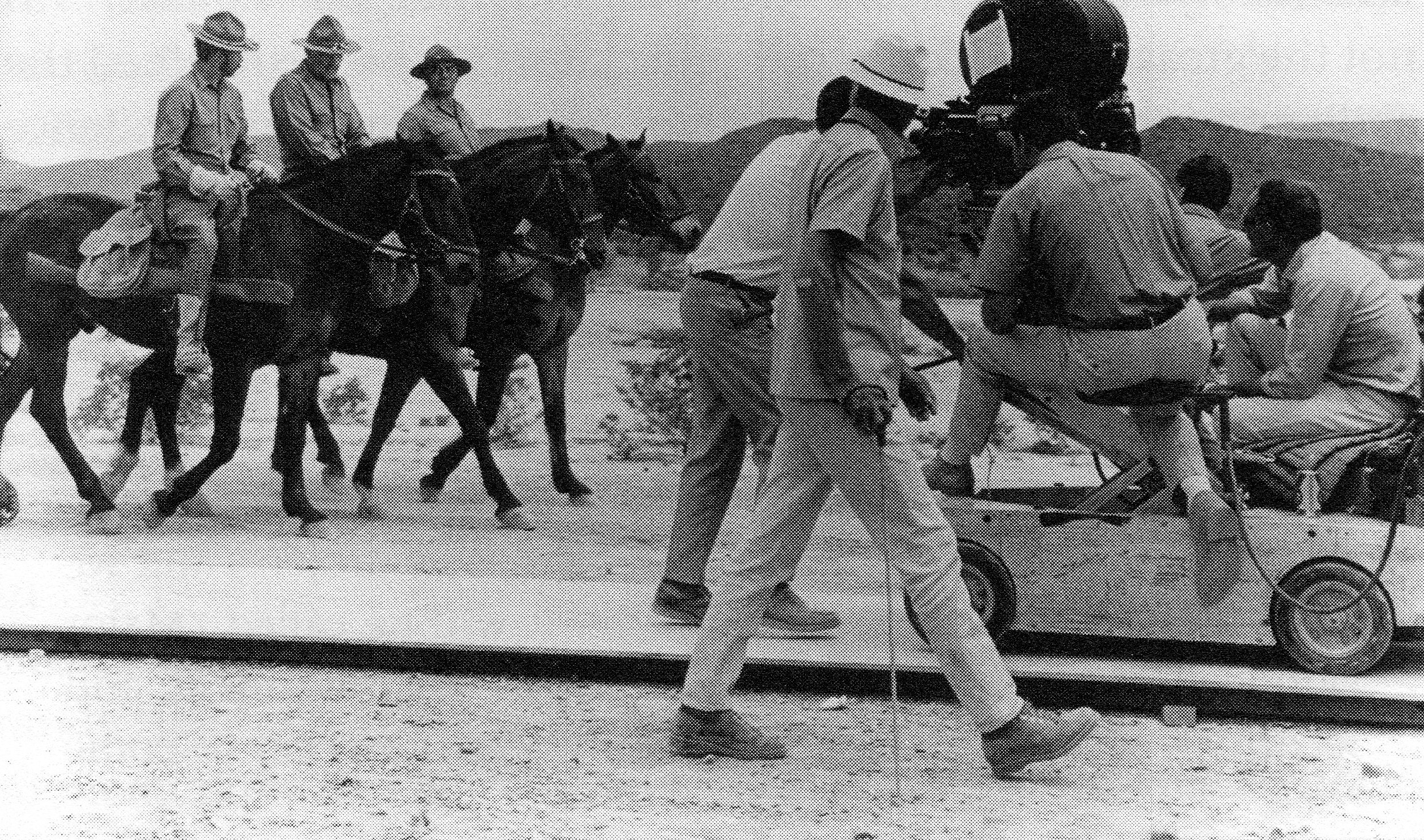
Sam Peckinpahs „The Wild Bunch“ mit dem Gang der Drei fungiert als Parallele eines Traumbilds

Gottesquartett arbeitet mit der Differenz verschiedener Medien und kombiniert Filmerinnerungen (u. a. Sam Peckinpahs The Wild Bunch – Sie kannten kein Gesetz, Federico Fellinis Das süße Leben), Traumberichte, Legenden und literarische Werke (u. a. Gedichte Hölderlins und Celans) als Arsenale menschlicher Erfahrung mit dem Erzählen von Geschichten. Die Bildlichkeit des Textes ist gleichermaßen durchzogen von Traum-, Kino- und biblischen Bildern; die motivische und symbolische Struktur entwickelt eine Komplexität, die von der erzählerischen Finalität nicht mehr aufgehoben wird. Erzählung webt sich in Erzählung. Dabei kommt es zu einer typischen „Relationierung der Sphären“: Äußere Lebensrealität, innere psychische Realität und filmische, biblische oder literarische Realität können sich in herausgehobenen Lebensmomenten übereinanderschieben, sich kommentieren oder gegenseitig in Frage stellen. Der Film (landläufig das Illusionsmedium schlechthin) kann – genau wie der Traum – als wirklichere Wirklichkeit erscheinen, von „höherer Erlebnisqualität“ als das banal Reale. Die unterschiedlichen Sphären sind gleichwertig, weil ihre Inhalte auf einer symbolischen Ebene gelesen und verstanden werden – als Formen kollektiver Natur, die sowohl in individuellen Träumen wie als Konstituenten der Mythen vorkommen. Die vier Gottesquartett-Erzählungen demonstrieren originäre Lesarten biblischer Stoffe, die – so das Selbstverständnis des Erzählers – neu übersetzt werden müssen, mit dem Ziel, sie auf zugrundeliegende archetypische Bilder zurückzuführen und mittels der Kunst des Erzählens zu ‚verlebendigen‘, neu erfahrbar zu machen. Das ausdeutende, sinnorientierte Erzählen Roths steht in der jüdischen Tradition der Midraschim. Als poetologisches Gleichnis für das „sinnerzeugende“ Um- und Weitererzählen biblischer Stoffe fungiert die Neuerzählung der von Martin Buber edierten Legende von Rabbi Bär und dem Baalschem.
In einem engeren Sinn umkreisen die vier Gottesquartett-Geschichten die Frage, wie heute mit Gott kommuniziert werden kann. Das biblische Bild vom schlafenden Samuel im Tempel (1 Sam 3,2–10 ) liest der Erzähler als Allegorie des Verhältnisses des heutigen Menschen zum Göttlichen. Die Stimme, die den Schlafenden ruft, wird nicht gehört oder auf den „Priester“ projiziert. Das uralte Wissen, wie man Gott hören kann, scheint verloren und doch steht es jedem Bibelleser vor Augen: Es ist die Erwartung, dass Gott zum Gerufenen sprechen wird. Samuel antwortet dem Ruf mit der Aufforderung: „Sprich, Gott, dein Knecht hört.“ Die Figur des Patriarchen Abraham fungiert als Chiffre eines gelingenden Dialogs mit Gott, insbesondere in seinem dunklen Aspekt. In der Erzählung über die Fürbitte für Sodom (Gen 18,16 ff. ), die der Erzähler als Beispiel heranzieht, tritt Abraham Gott auf Augenhöhe gegenüber; weil der sich jedoch ungeachtet des Verhandlungsgeschicks Abrahams nicht erbarmt und Sodom vernichtet, führt der Erzähler wie zum Ausgleich eine fiktive Legende ins Feld, in der Gott und Abraham sich auf den einen Gerechten einigen, um dessentwillen Sodom tatsächlich verschont wird. Eine weitere Legende, die vom endzeitlichen Tag des Großen Gerichts erzählt, illustriert noch einmal den Stellenwert des Einen, der Gott gegenübertritt und sich seines Werts als Individuum bewusst ist.

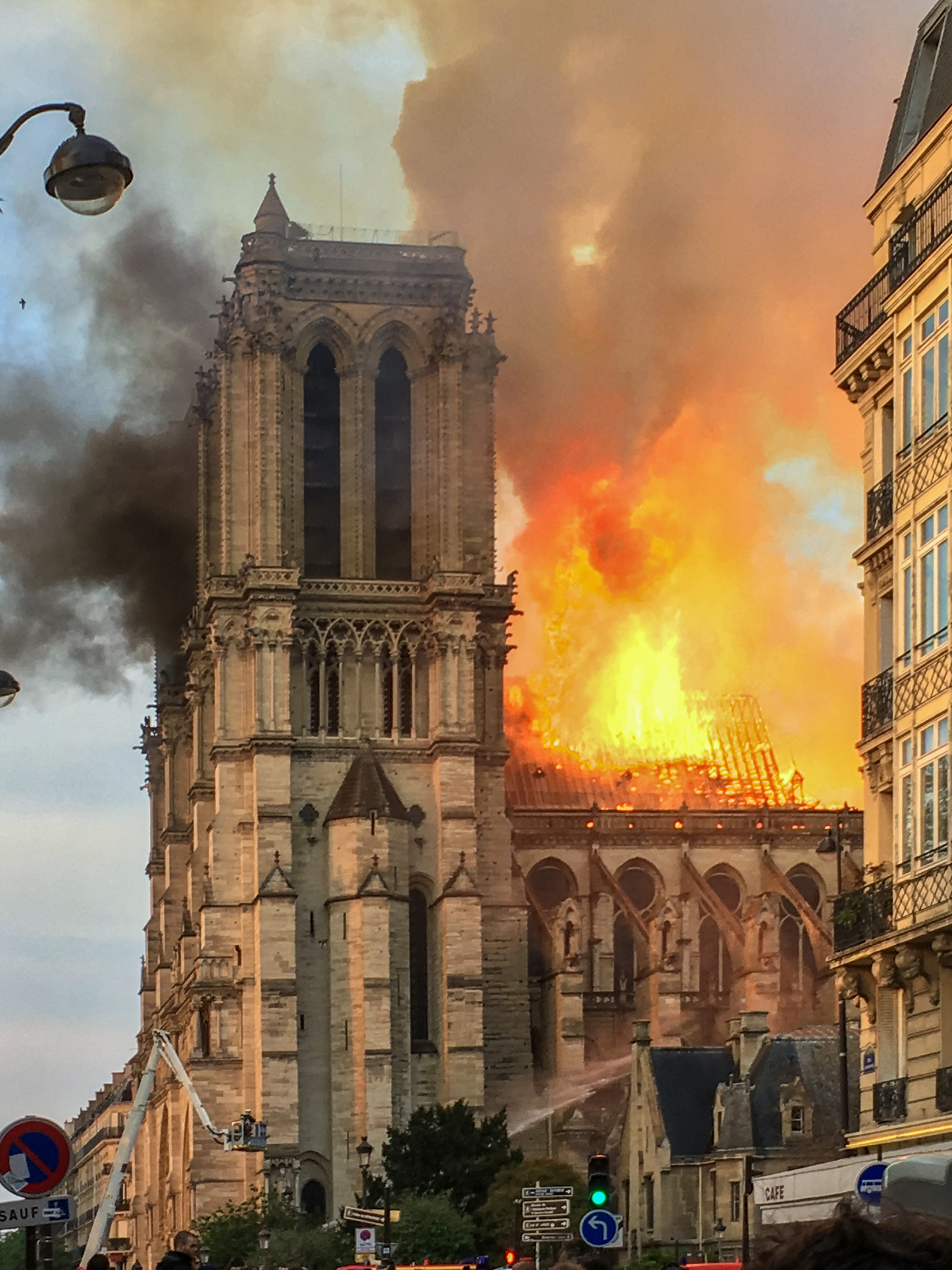
Der Brand von Notre Dame wiederholt sich im Traum des Erzählers

Roths Literatur gilt im Allgemeinen als „existentiell“, insofern sie auf letzte Fragen zielt und die Gottesfrage mit einem doppelten Fokus auf Medialität und Religion immer wieder neu stellt. Sie handelt vom Transzendenten und dessen Verhältnis zum Weltimmanenten, sie entwirft Szenarien der „Präsenz“ und verfolgt eine „revelatorische Ästhetik“ des Verhüllens und Entbergens. Gottesquartett greift das religiöse Thema auf und gibt ihm eine aktuelle Note. Der Prolog der Rahmenhandlung vertritt die zeitdiagnostische These von der Auflösung der religiösen Bindekräfte und illustriert sie mit einem eindrücklichen Traum von einer Kathedrale im Wald, die durch einen Funken in Brand gerät. Die Parallelisierung der äußeren Naturkatastrophe der verheerenden Flächenbrände mit dem historischen Brand der Notre-Dame-Kathedrale im Traum des Erzählers illustriert die das Buch anleitende Hypothese von einer grundlegenden Transformation des traditionellen Gottesbildes als einem Prozess, der sich latent in der kollektiven Psyche vollzieht.

## Rezeption
Bei der Literaturkritik stieß der Erzählband auf wohlwollende Zustimmung. Das sprachlich und gedanklich hohe Niveau der Texte wurde ebenso herausgestrichen, wie die „hochkarätig ins Bildhaft-Anschauliche“ gesteigerte Erzählkunst des Autors: „[Roths] oft autobiographisch gefärbte Erzählungen führen zum Höchsten und Tiefsten. Religiöse Erfahrungen und Unbewusstes, Geträumtes erhalten Gestalt, werden in einer höchst präsent wirkenden, filmisch zu nennenden Sprache aufeinander bezogen.“ Neben dem Narrativen herrsche ein erklärendes, reflexives Element vor, das dem Band eine Tendenz ins Essayistische verleihe. Die Aktualisierung biblischer Mythen sei das Hauptanliegen, wobei die Frage laut werde, „ob Gott sich heute nicht auf andere Weise offenbare“ als in der traditionellen Kirche. In der Vergegenwärtigung menschlicher Erfahrungsmuster sei die Tiefenpsychologie bezüglich eines neuen Verständnisses der biblischen Mythen grundlegend, wie auch ein „therapeutischer Anspruch“ unverkennbar sei.
Der vorherrschende Ernst werde durch humorvoll-ironische Passagen aufgelockert, allerdings widersetze sich die Vielfalt der Themen und Bilder einer einfachen Nacherzählung. Es sei das Prinzip der Re-Lektüre angesagt, welches erst die tieferen Zusammenhänge und subtilen Motivnetze sichtbar mache. Das Buch rege zum Zeichendeuten an: „Es steckt psychologische Wahrheit in geheimnisvollen, oft zunächst unverständlichen Bildern. Aber man muss das Geheimnis aushalten. Denn ‚geheimnisvoll‘ ist wirkungsvoll.“ Es sei die „geheime Sprache des Unbewussten“, die in dem Buch durch ein dichtes Gewebe von Erzählungen aus dem Leben und der Weltgeschichte, durch biblische Mythen und Legenden, durch Interpretationen von Literatur und berühmten Filmszenen, durch Reflexionen über Archetypen und Träume hörbar gemacht werde. Wirklichkeit erschöpfe sich nicht in der fassbaren äußeren Realität mit ihren „unverbundenen Erscheinungen“: „In der Tiefe [sind] die Dinge vielmehr verwoben durch einen ewigen Sinn“. Die Rezensenten würdigen das breite „Erzähl- und Gedankenpanorama“ auf engem Raum, das zuletzt gar den Bogen zur aktuellen Covid-19-Pandemie schlage, indem es eine Neuinterpretation des 23. Psalms vorlege.

## Ausgabe
- Patrick Roth, Gottesquartett. Erzählungen eines Ausgewanderten, Freiburg, Basel, Wien: Herder, 2020. Leseprobe books.google.de